# Matthew Weiner
Matthew Weiner (Baltimore, Maryland, 29 de juny 1965) és un guionista, director i productor estatunidenc. És el creador de la sèrie dramàtica estatunidenca per a televisió Mad Men (2007- 2015) produïda per la cadena AMC i també conegut pel seu treball com guionista i productor en la cinquena i sisena temporada de la sèrie The Sopranos (2004 - 2007) del canal HBO. Weiner va guanyar tres premis Emmy per Millor Guió de Sèrie Dramàtica (Mad Men).

## Biografia
Matthew Weiner va néixer el 1965 a Baltimore (Maryland), el tercer de quatre germans. El seu pare Leslie Weiner, un acreditat neuròleg i la seva mare Julia graduada en dret, tot i que no va arribar a exercir. El 1975 la seva família es va traslladar a Los Angeles on el 1987 Weiner es va graduar en estudis de filosofia, història i literatura a Wesleyan University de Middletown (Califòrnia) i posteriorment va fer un Master en Estudis Cinematogràfics a la USC School of Cinematic Arts i es va casar amb l'arquitecta Linda Brettler amb qui ha tingut quatre fills i en ressalta que la professió de la seva esposa li va permetre estabilitat econòmica que li calia en els primers passos per treballar de guionista, fins a l'actualitat que és la seva caixa de ressonància, com diu Weiner: "Cada guió passa per la meva dona".
El 1996 va dirigir What Do You Do All Day? un film independent que tot i que no es va estrenar en sales comercials, les projeccions privades que es van fer li va permetre treballar com escriptor i guionista en The Naked Truth entre d'altres i va entrar a formar part de l'equip de guionistes de Becker. Anhelant fer un pas més enllà en la seva carrera Weiner es va dedicar en el seu temps lliure a escriure un guió de prova inèdit d'una sèrie ambientada en el món dels publicistes dels anys seixanta. Al llegir el guió d'aquest episodi pilot de Mad Men David Chase, creador de The Sopranos, va oferir a Matthew Weiner incorporar-se a la sèrie d'HBO com guionista i productor, on va participar sol o en col·laboració en dotze episodis, guanyant un premi del Sindicat de Guionistes dels Estats Units (2007).
Els directius de HBO no van respondre a l'oferta del guió de Mad Men que li van fer Weiner i Chase i també fou refusada per Showtime. Va ser la cadena de cable AMC, immersa una transformació de la imatge del canal, que va aprofitar per produir la seva primera sèrie de llarga durada, on es va convertir en una de les obres més premiades de la història dels Emmy.

## Filmografia

### Televisió
- The Naked Truth (1997) Guionista
- Becker (1999-2002) Guionista (9 episodis)
- Baby Blues (2002) Guionista (1 episodi)
- In-Laws (2002) Guionista (1 episodi)
- Andy Richter Controls the Universe (2003) Guionista (1 episodi)
- The Sopranos (2004-2007) Guionista (12 episodis)
- Mad Men (2007-2015) Creador de la sèrie (92 episodis). Director (9 episodis). Guionista (73 episodis)

### Cinema
- What Do You Do All Day? (1996) Director, productor i actor
- Are You Here (2014) Director i guionista

## Premis i nominacions[calcitació]

### Premis
- 2004: Primetime Emmy a la millor sèrie dramàtica per The Sopranos
- 2007: Primetime Emmy a la millor sèrie dramàtica per The Sopranos
- 2007: Premi del Sindicat de Guionistes dels Estats Units al millor guió de sèrie dramàtica per The Sopranos
- 2008: Primetime Emmy a la millor sèrie dramàtica per Mad Men
- 2008: Primetime Emmy al millor guió en sèrie dramàtica per Mad Men
- 2008: Premi del Sindicat de Guionistes dels Estats Units al millor guió per nova sèrie per Mad Men
- 2009: Primetime Emmy a la millor sèrie dramàtica per Mad Men
- 2009: Primetime Emmy al millor guió en sèrie dramàtica per Mad Men
- 2010: Primetime Emmy a la millor sèrie dramàtica per Mad Men
- 2010: Primetime Emmy al millor guió en sèrie dramàtica per Mad Men
- 2010: Premi del Sindicat de Guionistes dels Estats Units al millor guió de wèrie dramàtica per Mad Men
- 2011: Primetime Emmy a la millor sèrie dramàtica per Mad Men
- 2011: Premi del Sindicat de Guionistes dels Estats Units al millor guió de sèrie dramàtica per Mad Men

### Nominacions
- 2004: Primetime Emmy al millor guió en sèrie dramàtica per The Sopranos
- 2006: Primetime Emmy a la millor sèrie dramàtica per The Sopranos
- 2007: Primetime Emmy al millor guió en sèrie dramàtica per The Sopranos
- 2011: Primetime Emmy al millor guió en sèrie dramàtica per Mad Men
- 2012: Primetime Emmy a la millor sèrie dramàtica per Mad Men
- 2012: Primetime Emmy al millor guió en sèrie dramàtica per Mad Men
- 2013: Primetime Emmy a la millor sèrie dramàtica per Mad Men
- 2014: Primetime Emmy a la millor sèrie dramàtica per Mad Men
- 2015: Primetime Emmy a la millor sèrie dramàtica per Mad Men
- 2015: Primetime Emmy al millor guió en sèrie dramàtica per Mad Men